# اقتصاد دومينيكا
زراعة الموز كمحصول رئيسي لا يزال الصورة الدعامة الاقتصادية بدومينيكا. ويشكل إنتاج الموز بشكل مباشر أو غير مباشر، ما يزيد عن ثلث قوة العمل. هذا القطاع هو عرضة لظروف الطقس والأحداث الخارجية التي تؤثر على أسعار السلع الأساسية. وقد انخفضت قيمة صادرات الموز إلى أقل من 25٪ من عائدات التجارة السلعية في عام 1998 مقارنة بنحو 44٪ في عام 1994.